# Fylkesväg 128
Fylkesväg 128 (norska: Fylkesvei 128) är en primär fylkesväg i Akershus och Østfold fylken i Norge som går mellan Kjølen i Markers kommun och Berger i Nordre Follo kommun. Vägen är 59,9 kilometer lång och asfalterad. Den utgörs av en tidigare sträckning av Europaväg 18 som den går parallellt med och passerar bland annat genom tätorterna Mysen, Askim och Spydeberg.
Vägen ansluter till:
- Europaväg 18 (vid Kjølen)
- Europaväg 18 (vid Ørje)
- Europaväg 18 (vid Svenneby)
- Riksväg 22 (vid Mysen)
- Fylkesväg 129 (vid Mysen)
- Europaväg 18 (vid Brennemoen)
- Fylkesväg 124 (vid Sekkelsten)
- Fylkesväg 115 (vid Askim)
- Europaväg 18 (vid Kykkelsrud)
- Fylkesväg 122 (vid Spydeberg)
- Europaväg 18 (vid Rakelstad)
- Fylkesväg 120 (vid Elvestad)

- Europaväg 18 (vid Berger)